# ROCKMAN ZX SOUNDTRACK -ZX TUNES-
「ROCKMAN ZX SOUNDTRACK -ZX TUNES-」（ロックマン・ゼクス・サウンドトラック・ゼクス・チューンズ）は、2006年10月27日に発売された、「ロックマンゼクス」のサウンドトラック。

## 内容
作中で使用されていたBGMのアレンジやリミックスと、イメージソング『Innocence』を収録。

## 収録曲

### Aile Disc (Disc 1)
1. Innocence
イメージソング
2. Awake
オープニングイベントBGM
3. Fragments
4. Green Grass Gradation
エリアA 森 BGM
5. En-trance Code
トランスサーバーエリア BGM
6. Brilliant Show Window
エリアC 街 BGM
7. Cinq Ville - c`est notre espoir -
エリアD ハイウェイ BGM
8. Wonder Panorama
エリアF 湖 BGM
9. Industrialism
エリアE 発電所 BGM
10. Ultramarine Meditation - Blessed Pop -
Remixed by Akari Groves
Aile Disc Track 15のリミックス。
11. Sky High - Grand Nuage -
エリアX ガーディアンベース BGM
12. Metallic Soul
13. Danger Attraction
エリアH 遊園地 BGM
14. Misty Rain
エリアI 幽閉施設 BGM
15. Ultramarine Meditation
エリアJ 海底トンネル BGM
16. Babel Tower
17. Fate - deep-seated grudge
「Physis」より、「Fate」のリメイク。オリジナル曲は「ロックマンゼロ4」より。
18. Black Burn - Electpital Dance -
Remixed by 神前暁
Vent Disc Track 14のリミックス。
19. Innocence - karaoke Version -
20. Innocence - PV Version -

### Vent Disc (Disc 2)
1. High-press Energy - Super Aniki Edition -
Remixed by 葉山宏治
Vent Disc Track 8のリミックス。
2. Crisis Zone
3. Mountain Rider
エリアB 峠 BGM
4. Trinity
5. Ogre Claw
エリアG 火災現場跡 BGM
6. Dance-macabre
中ボスバトルBGM
7. Rockin' On
ボスバトルBGM
8. High-press Energy
エリアK 溶岩地帯 BGM
9. Gauntlet
エリアL 研究所 BGM
10. Brilliant Show Window - Shooter Trance -
Remixed by 並木学
Aile Disc Track 6のリミックス。
11. Onslaught
エリアX ガーディアンベースディフェンス戦 BGM
12. Trap Factory
VSプロメテ&パンドラ BGM
13. Doomsday Device
エリアM 遺跡&エリアN BGM
14. Black Burn
エリアO ハイウェイ2 BGM
15. Phalanx
16. Snake Eyes
エリアD-4、D-5 セルパン･カンパニー BGM
17. Pallida Mors
VSセルパン・フェイズ2 BGM
18. Dream Weaver
スタッフロール曲
19. Cannon Ball - Hard Revenge -
VSオメガ BGM。
「Telos」より、「Cannon Ball」のリメイク。オリジナル曲は「ロックマンゼロ3」より。
20. Bonus Track
Aile Disc Track 1とVent Disc Track 16のリミックス。

## ラインナップ

### 作曲
- 山田一法 （Disc1 - 1、2、5、7、12、16～20 / Disc2 - 2、4、6、11、14、15、18、19）
- 鈴木マサキ （Disc1 - 3、4、10、11、14、15 / Disc2 - 5、16）
- 川上領 （Disc1 - 6、8、9、13 / Disc2 - 1、3、7～10、12、13、17）

### 編曲 & リミックス
- III
- Akari Groves （Disc1 - 10）
- 神前暁 （Disc1 - 18）
- 葉山宏治 （Disc2 - 1）
- 並木学  （Disc2 - 10）

### III：サウンドクリエイトユニット
- 山田一法 - キーボード、サウンドエフェクト、ボイス、プログラミング
- 梅垣ルナ - キーボード、プログラミング、アレンジ
- 栗原務 - ギター、プログラミング
- 鈴木マサキ - ギター （Disc1 - 11、14 / Disc2 - 5、16）
- CAO - ヴォーカル （Disc1 - 1）
- 土屋実紀 - コーラス （Disc1 - 8、14）
- Akari Groves - ボイス、プログラミング、アレンジ （Disc1 - 10）
- 神前暁 - プログラミング、アレンジ （Disc1 - 18）
- 葉山宏治 - ボイス、プログラミング、アレンジ （Disc2 - 1）
- 並木学 - プログラミング、アレンジ （Disc2 - 10）

### Innocence （1-1）
- 作詞：寺門有紀
- 作曲：山田一法
- 編曲：III
- 歌：CAO